# Сантос Урдінаран
Сантос Урдінаран (ісп. Santos Urdinarán, нар. 30 березня 1900, Монтевідео — пом. 14 липня 1979, Монтевідео) — уругвайський футболіст, нападник.
Насамперед відомий виступами за  національну збірну Уругваю.
У складі збірної — чемпіон світу 1930 та дворазовий олімпійський чемпіон. П'ятиразовий чемпіон Уругваю у складі «Насьйоналя».

## Клубна кар'єра
У дорослому футболі дебютував 1919 року виступами за команду «Насьйональ». Кольори цього клубу захищав протягом усієї своєї кар'єри футболіста, що тривала цілих п'ятнадцять років. Один з найкращих гравців та бомбардирів в історії клубу. За «Насьйональ» грав і старший брат Сантоса, Антоніо (прізвисько «Баск»). Молодшого брата називали «Маленький баск» (ісп. Vasquito).

## Виступи за збірну
1923 року дебютував в офіційних матчах у складі національної збірної Уругваю. Протягом кар'єри у національній команді, яка тривала 8 років, провів у формі головної команди 20 матчів і забив 2 голи. Один з лідерів найкращої збірної світового футболу 20-х років минулого століття.
Дворазовий олімпійський чемпіон: Париж (1924) та Амстердам (1928). На обох турнірах провів сім матчів. На Олімпійських іграх 1924 року у резерві перебував і Антоніо Урдінаран.
У складі збірної був учасником трьох переможних для Уругвая чемпіонатів Південної Америки. На першому, 1923 року в Уругваї, був резервістом. Гравцем основного складу виходив на поле чемпіонатів в Уругваї (1924) та Чилі (1926).
На чемпіонаті світу 1930 грав у першому матчі проти команди Перу (перемога 1:0).
Помер 14 липня 1979 року на 80-му році життя у місті Монтевідео.

## Титули і досягнення
- Чемпіон світу (1): 1930

- Олімпійський чемпіон (2): 1924,  1928

- Чемпіон Південної Америки (3): 1923, 1924, 1926

- Чемпіон Уругваю (5): 1919, 1920, 1922, 1923, 1924